# Благородна пина
Pinna nobilis е вид соленоводна морска мида от семейство Pinnidae.

## Разпространение и местообитания
Видът е разпространен в Средиземно море и е ендемичен за него вид. Обитава морско дъно с фин пясък или тиня, където може да се зарови частично. Обитава дълбочина от 0,5 до 60 m.

## Описание
Мидите от вида са едри като обикновено имат дължина на черупката от 90 cm. Максималната дължина е 120 cm. Имат остър ръб, с който се забиват към субстрата и допълнително се прикрепват с помощта на бисусни нишки, които произвеждат. Формата на черупката варира според местообитанията.

## Природозащитен статус
Видът е застрашен от изчезване поради редица причини. Мидите са застрашени от риболовните кораби, които тралят дъното, тя е обект на лов поради вкусовите си качества и добива на морска коприна от бисусните нишки, които образува. Замърсяването на водата и повишената киселинност на моретата е също причина за ограничаване на вида.
Интересен факт е, че след корабокрушението на туристическия кораб Коста Конкордия край бреговете на Италия са преместени над 200 миди от вида поради опасност да бъдат увредени при операцията по изваждането на кораба.

## Описание
Черупките са жълтеникави с размери около 3 до 5 mm.